# Diogo Amado
Diogo Carlos Correia Amado, noto semplicemente come Diogo Amado (Lagos, 21 gennaio 1990), è un calciatore portoghese, centrocampista dell'União Leiria.

## Palmarès

### Club

#### Competizioni nazionali
- Segunda Liga: 1

Estoril Praia: 2011-2012
- Qatar Stars Cup: 2

Al-Gharafa: 2017-2018, 2018-2019